# Pjetër Meshkalla
Pjetër Meshkalla (Scutari, 26 settembre 1901 – Scutari, 28 luglio 1988) è stato un presbitero e educatore albanese, membro della Compagnia di Gesù e considerato "Apostolo della libertà" (in albanese Apostulli i lirisë) per il suo contrasto al regime comunista albanese.

## Biografia
Nacque a Scutari il 26 settembre 1901 da Hil e Age Meshkalla in una famiglia umile del quartiere Gjuhadoli. Terminati gli studi primari nella città natale, proseguì gli studi superiori di teologia a Linz, dove ebbe come compagno di studi Kolec Prennushi, a Gorizia nel 1924 e poi presso la Facoltà di Filosofia dell'Università degli Studi di Napoli Federico II.
Entrò nella Compagnia di Gesù e fu ordinato sacerdote nel 1931, venendo inviato in Albania come educatore nella scuola elementare dei gesuiti, divenendo poi professore presso il Collegio Saveriano di Scutari. Si trasferì a Tirana nel 1937 in vista dell'inaugurazione della chiesa del Sacro Cuore, che divenne il principale centro delle attività dei gesuiti in Albania, e durante la seconda guerra mondiale espose i suoi sentimenti di patriottismo, antifascismo e di opposizione all'occupazione italiana ma fu anche un fervente anticomunista, sostenendo che i partigiani comunisti non avrebbero portato alcuna libertà. Soprattutto durante la successiva occupazione nazista, si prodigò per dare rifugio a molti ebrei insieme a Shtjefën Kurti.
Con l'instaurazione del regime comunista nel dopoguerra, fu arrestato nel 1946 e rimase in carcere fino al 1961. Il 29 aprile 1967 fu nuovamente arrestato e condannato ad altri 10 anni di reclusione a Valona per "agitazione e propaganda", al termine dei quali tornò a Scutari dove morì il 28 luglio 1988.
Nel 1992 è stato onorato come "Faro della Democrazia" dal Presidente della Repubblica d'Albania Sali Berisha e gli è stato dedicato il liceo gesuita di Scutari. Il corpus delle sue opere è stato pubblicato postumo nel 2024 in tre volumi.